# Cmentarz wojenny nr 215 – Wierzchosławice
Cmentarz wojenny nr 215 – Wierzchosławice – austriacki cmentarz wojenny z okresu I wojny światowej wybudowany przez Oddział Grobów Wojennych C. i K. Komendantury Wojskowej w Krakowie na terenie jego okręgu VIII Brzesko.
Znajduje się w Wierzchosławicach w powiecie tarnowskim województwa małopolskiego. Jest to kwatera na cmentarzu parafialnym, przy północnym wejściu, po lewej stronie alejki.
Cmentarz powstał na planie litery C. Na nekropolii znajduje się, stojący na niewielkim postumencie z kamiennych bloczków, betonowy pomnik w formie pocisku z czterema kamiennymi tablicami ozdobionymi wieńcami laurowymi. Tablice nie posiadają inskrypcji. Na cmentarzu wyróżniają się także trzy stojące w rzędzie, wysokie pomniki nagrobne na miejscu pochówku oficerów armii niemieckiej. Na każdej znajduje się duży, żeliwny krzyż typu „niemieckiego”, a pod nimi inskrypcje wykute w kamieniu. Cmentarz z dwóch stron posiada ogrodzenie wykonane z metalowych rur wspartych na betonowych słupkach.
W 62 mogiłach pojedynczych i 4 zbiorowych pochowano 10 żołnierzy austro-węgierskich, 72 żołnierzy niemieckich oraz 50 żołnierzy rosyjskich. Znane są nazwiska 61 z nich. Polegli w dniach 22–29 grudnia 1914 oraz 18–22 stycznia 1915.
Nekropolię projektował Robert Motka.